# Britannica International School Budapest
A Britannica International School, Budapest Magyarország legrégebben működő brit iskolája. Az oktatási programját Anglia nemzeti tanterve alapján hozták létre. Budapest XII. kerületben található, az itt tanulók 46 országból származnak. Az iskola igazgatója Neil McGarry, aki volt korábban iskolaigazgató Angliában és Németországban is.

## Története
A Britannica International School Budapest 1996-ban nyílt meg. Eredetileg egy 1960-as években épült iskolába költözött be az intézmény, de miután csatlakozott az Orbital Educationhöz, felépítették a napjainkban is használt épületet a XII. kerületben. Az ország egyetlen iskolája, ami rendelkezik akkreditációval a Brit Nemzetközi Iskolák Tanácsától és a Nemzetközi Iskolák Tanácsától is.

## Tanterv
Az iskola az Angol Nemzeti Tanterv alapján hozta létre tantervét és diákjai 16 évesen a International General Certificate of Education (IGCSE) vizsgát teszik le. Majd 17 és 18 évesen végzik el az AS és A2 programokat. Az iskola tanulóinak 53%-a A vagy A* eredményt kap, amivel az intézmény kiemelkedőnek számít, míg csak 15%-a kap C alatti jegyeket.
Az BISB nemzetközi Cambridge vizsgaközpont.

## Akkreditációk
- Brit Nemzetközi Iskolák Tanácsa[7]
- Nemzetközi Iskolák Tanácsa[8]
- Magyar Oktatási Minisztérium[4]